# Club Baloncesto Collado Villalba
El Club Baloncesto Collado Villalba fue un equipo español de baloncesto de Villalba (Comunidad de Madrid),  que cesó su actividad en verano de 1992.

## Historia
El equipo tuvo diversas denominaciones, los primeros años de existencia en ACB el equipo de la Sierra de Guadarrama tuvo patrocinadores bancarios, y fue conocido como Bancobao Villalba, y después fue el banco  vasco BBV el que patrocinaría al equipo villalbino. En la temporada 1990-91 desembarca en el equipo Jesús Gil y Gil, convirtiendo al equipo en una sección del Atlético de Madrid. El equipo estaba dirigido primero por Clifford Luyk y después de la destitución de este, por Tim Shea, la pareja de americanos, formada Walter Berry y Shelton Jones era de gran calidad, también había nacionales solventes como Javier García Coll, Javier Gorroño y Carlos Gil, el equipo llegó a jugar play off y clasificarse para competición europea, a pesar de esto la aventura baloncestistica en ACB de Gil sería efímera, y al año siguiente dejaría el patrocinio del equipo. En la temporada 1991-92, sin patrocinador, y con un equipo también con una gran pareja de estadounidenses Mark Landsberger y Henry Turner el equipo elude el descenso en el play off por el descenso, pero el equipo, en una delicada situación económica, vende la plaza ACB, y desaparece del baloncesto de élite.
Dos de sus estrellas estadounidenses, Walter Berry y Henry Turner, consiguieron anotar 52 puntos en un partido, Berry en la temporada 1990-91 y Turner en la 1991-92.
En total llegó a disputar 226 partidos en la liga ACB, con 93 victorias y 133 derrotas.